# Bae Jun-seo
Bae Jun-seo, född 25 december 2000, är en sydkoreansk taekwondoutövare. 

## Karriär
Vid junior-VM 2016 i Burnaby tog Bae guld i 45 kg-klassen. Följande år tog han guld i 48 kg-klassen vid asiatiska juniormästerskapen i Atyrau.
Vid VM 2019 i Manchester tog Bae guld i 54 kg-klassen efter att ha besegrat ryske Georgij Popov i finalen. Under året tog han även guld i 58 kg-klassen vid Grand Slam i Wuxi. Vid asiatiska mästerskapen 2021 i Beirut tog Bae guld i 54 kg-klassen. Vid asiatiska mästerskapen 2022 i Chuncheon tog han sedan guld i 58 kg-klassen. Under året tog Bae även brons i 54 kg-klassen vid VM 2022 i Guadalajara.
Vid VM 2023 i Baku tog Bae guld i 58 kg-klassen efter att ha besegrat ryske Georgij Gurtsijev i finalen.